# Brahmina duchoni
Brahmina duchoni är en skalbaggsart som beskrevs av Edmund Reitter 1902. Brahmina duchoni ingår i släktet Brahmina och familjen Melolonthidae. Inga underarter finns listade.